# Volcán Barú
Volcán Barú (tudi Volcán de Chiriquí) je aktivni stratovulkan in najvišja gora v Panami, visoka 3474 metrov. Leži približno 35 km od meje s Kostariko. Je tudi dvanajsti najvišji vrh Srednje Amerike.
Zaradi njegove višine in ozkosti Panamske ožine je mogoče (čeprav razmeroma redko) z vrha Volcána Barú na jasen dan videti tako Tihi ocean kot Karibsko morje.

## Geografija
Mestece Volcán ob vznožju Volcán Barúja leži na ostankih ogromnega laharja, za katerega se zdi, da je prebil kaldero. Majhna reka je erodirala lahar in razkrila starodavni gozd pod njim, star približno 1000 let.
Volcán Barú je obdan z rodovitnim območjem hladnega visokogorja, ki ga odmakata reki Chiriquí Viejo in Caldera. Mesti Volcán in Cerro Punta sta na zahodni strani, medtem ko je Boquete na vzhodni strani.
Poročali so o občasnem padanju toče ali ledenih kroglic na vrhu, kjer je lahko najnižja temperatura pod 0 °C, v sušnem obdobju pa je pogosto nastajanje zmrzali. Na vrhu je velika instalacija oddajnih stolpov.

## Opis
De Boer in drugi so prvi pokazali, da je vulkan El Barú aktiven in del podaljška Srednjeameriškega vulkanskega loka v Panami. Nadaljnje podrobno delo o geokemiji lave iz El Barúja in drugih vulkanov v Panami so zaključili Defant in drugi. Na podlagi geokemije so utemeljili, da so lave nastale s subdukcijo (kalkalno-alkalne). Radiometrični podatki so tudi pokazali, da vulkanizem spada v dve skupini, ki segata od 20 milijonov let do nedavnega. Pokazali so tudi, da je najmlajši vulkanizem sestavljen predvsem iz adakitov (delne taline iz subducirane plošče), medtem ko je starejši vulkanizem običajna apnenčevo-alkalna lava.
Študija o oceni nevarnosti vulkanov USGS
Leta 2006 je bil na območju Volcán Barú zabeležen potresni roj. To ni bil prvi; raziskovalci navajajo vsaj tri druge potresne dogodke enake narave, zabeležene v bližnji preteklosti (1930, 1965, 1985).
Leta 2007 so ZDA Geološka raziskava (USGS) v sodelovanju s Panamskim sekretariatom za znanost, tehnologijo in inovacije (SENACYT) in U.S. Agencija za mednarodni razvoj (USAID) je objavila študijo o različnih vidikih Volcán Barúja. Poročilo na 33 straneh opisuje potencialna nevarna območja, sestavo kamnin in območja, ki so jih prizadeli prejšnji izbruhi; Obstajajo dokazi, da so med zadnjim izbruhom, ki se je zgodil v 16. stoletju, plazoviti odpadki pokrivali prostornino 20–30 km³ in segali vse do Tihega oceana (največji dokumentiran v Srednji Ameriki in skoraj 10-krat večji od pokritega območja zaradi plazu ruševin Mt. St. Helens leta 1980).
Podatki, zbrani na več lokacijah iz štirih prejšnjih izbruhov, ki so se zgodili v zadnjih 1600 letih, kažejo, da bi nov izbruh trajal več let, kar bi ogrozilo prebivalstvo in drago infrastrukturo na območjih, ki obdajajo vulkan. Tipični dogodki med takšnimi vulkanskimi epizodami vključujejo piroklastične tokove, pregrete plinske oblake, ki se hitro spuščajo po vzhodnem boku vulkana in verjetno segajo vse do Boqueteja, Alto Boqueteja in reke Caldera, ter padavine pepela in drugih delcev v velikosti od prahu do 1-metrski bloki, znani kot tefra, povzročajo požare, zrušitve streh, onesnaženje vode, poškodbe pridelka ter draženje oči in pljuč, zlasti pri starejših in dojenčkih. Tretja vrsta dogodka, tokovi blata in drobirja, znani kot laharji, ustvarjajo zemeljske plazove, ovirajo rečne tokove in imajo lahko dolgoročne učinke na območju. Resnost teh dogodkov je neposredno povezana s tokovi lave in njihovo interakcijo z usedlinami podzemne vode.
V študijo je vključen obsežen sklop zemljevidov, ki jasno prikazujejo najverjetneje prizadeta območja v Boqueteju, Volcánu, Bambitu in drugih mestih v bližini Volcán Barú. Študija priporoča, da bi morale lokalne oblasti seznaniti prebivalstvo s potencialnimi tveganji in ustvariti odzivni sistem v pripravah na morebiten pojav eruptivne epizode.

## Narodni park
Vulkan je bil leta 1976 razglašen za narodni park Volcán Barú s površino 14.325 ha. Je del mezoameriškega biološkega koridorja. Živalstvo vključuje črnega guana, črno-belega orla jastreba, Underwoodovo vodno miško, vulkanskega junca, drozga in rumeno stegnega ščinkavca. V parku je identificiranih več kot 250 vrst ptic, tu živi tudi vseh pet vrst velikih mačk. Narodni park varuje vrsto habitatov, vključno z vlažnimi gorskimi gozdovi, nizko vlažnimi gorskimi gozdovi in gorskimi deževnimi gozdovi.
Najbolj priljubljena pohodniška pot v parku je Sendero Los Quetzales (Pot Los Quetzales), ki povezuje Boquete s Cerro Punta in se ovije okoli strani vulkana. Pot traja približno 6 ur hoje. Obstaja še ena pot do vrha vulkana, vendar je ta dolga, strma in naporna.

## Galerija
- Volcán Barú
- Karibsko morje, vidno z vrha Volcán Barú. Posneto zgodaj zjutraj, saj oblaki običajno ovirajo pogled
- Pogled z vrha Volcán Barú. Ta fotografija prikazuje anteno in podporne zgradbe. V ozadju so vidne luči Davidovega mesta Chiriquí
- Posneto pred kavarno Cerro Brujo, lahko vidite križ na vrhu Volcán Barú
- Posneto nekaj milj stran od panamske pacifiške obale, prikazuje delno oblačen Volcán Barú